# Johann Karl Schultz

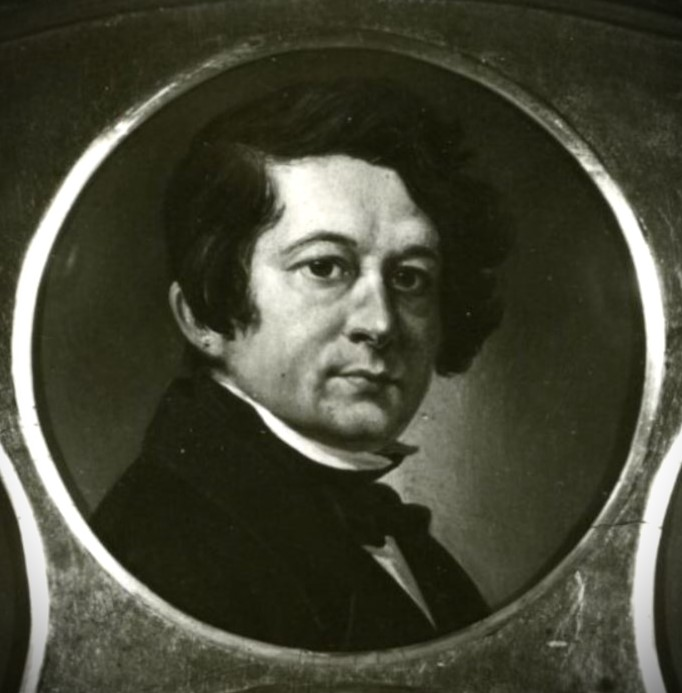
Johann Karl Schultz, Selbstporträt (1843)

Johann Karl Schultz, auch Johann Carl Schultz (* 5. Mai 1801 in Danzig; † 12. Juni 1873 ebenda), war ein deutscher Maler.

## Leben
Johann Karl Schultz wurde im Mai 1801 in Danzig geboren. Er erhielt seine künstlerische Ausbildung zunächst an der Danziger Akademie unter Johann Adam Breysig und ab 1820 an der Akademie zu Berlin unter Johann Erdmann Hummel. Schließlich ging er 1823 nach München, wo er sich im Anschluss an Lorenzo Quaglio zum Architekturmaler ausbildete. 1824 machte er eine Reise nach Italien, blieb dort bis 1828, ließ sich dann in Berlin nieder und wurde 1832 zum Leiter der Danziger Kunstschule als Nachfolger Breysigs ernannt.
Er starb am 12. Juni 1873 im Alter von 72 Jahren in seiner Geburtsstadt Danzig.

## Werke

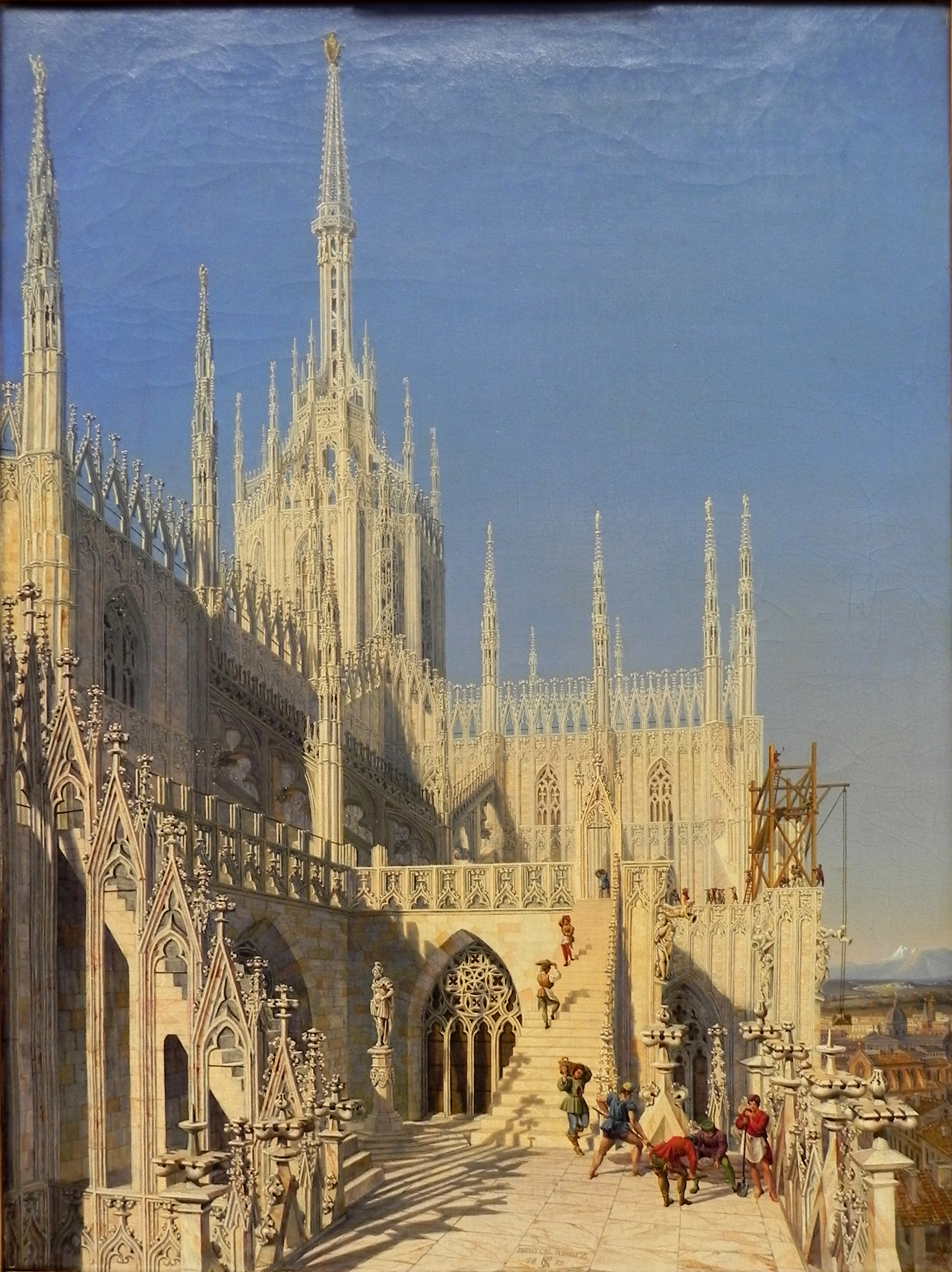
Turm des Mailänder Doms (1829)

Johann Karl Schultz malte sehr naturgetreue und exakte Architekturbilder, meist nach italienischen Motiven. Er benutzte dazu sowohl Bleistift als auch Aquarellfarben. In den Jahren 1845–1868 erschien, von ihm in Kupfer radiert, das Prachtwerk Danzig und seine Bauwerke (2. Ausg., Berl. 1872, 54 Blätter). Später erschienen 12 Blätter mit Ansichten aus Danzig, Hela, Oliva etc. (Tutti frutti, das. 1874), ebenfalls Radierungen. Schultz signierte seine Werke mit seinen übereinanderliegenden Initialen J, C und S.
Das Nationalmuseum in Danzig besitzt zahlreiche Werke des Künstlers. Die Alte Nationalgalerie in Berlin besitzt zwei von Schultz 1827 und 1829 geschaffene Ölgemälde mit Darstellungen des Mailänder Doms.